# باتريك ب. كاروانا
باتريك بيتر كاروانا (بالإنجليزية: Patrick Peter Caruana)‏ (ولد في 11 نوفمبر 1939) ضابط متقاعد في القوات الجوية الأمريكية.
شارك في حرب الخليج الثانية قبل ان يتولى الفرقة الجوية 42 في 1991.